# 佛罗伦萨统治者列表

## 佛罗伦萨共和国正义旗手
- 米凯莱·兰波，梳毛工起义的领袖，被推为正义旗手

以下兩個僭主均出自奧比奇家族：
- 馬索·奧比奇，1382-1417
- 里納爾多·奧比奇，1417-1434

以下僭主均出自美第奇家族。
- 科西莫·德·美第奇，1434-1464
- 皮耶罗一世·德·美第奇，痛风者，1464-1469
- 洛伦佐·德·美第奇，华丽者，1469-1492
- 朱利亚诺·德·美第奇，1469-1478
- 皮耶罗二世·德·美第奇，不幸者，1492-1494
  - 美第奇家族被驱逐，佛罗伦萨恢复共和制：1494-1512
- 乔凡尼·德·美第奇，1512-1513

̆*朱利亚诺·德·美第奇，1513-1516
- 洛伦佐二世·德·美第奇，1516-1519
- 朱利奥·德·美第奇，1519-1523
- 伊波利托·德·美第奇，1523-1527
- 亚历山德罗·德·美第奇，摩爾人1523-1527
  - 佛罗伦萨恢复共和制：1527-1530
- 亚历山德罗·德·美第奇，摩爾人，1530-1531

## 佛罗伦萨公爵
以下公爵均出自美第奇家族。
- 亚历山德罗·德·美第奇，1531年-1537年
- 科西莫一世，1537年-1569年

美第奇家族从教皇处获得大公称号（1569年）。此后的历代统治者的情况，请参见托斯卡纳统治者列表条目。